# Guilherme Lopes
Luiz Guilherme de Azevedo Lopes (São Paulo, 8 de outubro de 1959) é um dublador e ator brasileiro. Considerado uma das maiores vozes do país, tem mais de trinta anos de profissão e ajudou a construir personagens inesquecíveis, como: Mr. Satan e Nappa (Dragon Ball Z), Plâncton (Bob Esponja), Chuck Norris, Rick Harrison (Trato Feito), Garganta e Torcicolo (MTV), Samuel L. Jackson (Jackie Brown e outros), Barbárvore (O Senhor dos Anéis), entre outros. 
Como ator de televisão, interpretou o delegado Silveira, na segunda temporada da série Chapa Quente (Rede Globo), e o faraó Sobekhotpek, vilão da série Buuu: Um Chamado para Aventura (Gloob). 
Na publicidade, narrou comerciais de sucesso como Pôneis Malditos (Nissan) e Saint Patrick's Day (Heineken).
Desde 2016, Guilherme Lopes mudou-se para o Rio de Janeiro, para trabalhar na novela Jesus, na Record e desde então, também dubla na cidade carioca.

## Filmografia

#### Televisão
| Ano     | Título                       | Personagem                                               | Notas                     |
| ------- | ---------------------------- | -------------------------------------------------------- | ------------------------- |
| 2021    | Gênesis                      | Gerson                                                   | Fase: Jornada de Abraão   |
| 2019    | Jezabel                      | Baruque                                                  |                           |
| 2018    | Jesus                        | Efraim                                                   |                           |
| 2017    | O Rico e Lázaro              | Baruque                                                  |                           |
| 2015    | Chapa Quente                 | Delegado Silveira                                        |                           |
| 2015    | Buuu                         | Faraó Sebek-hotep IV                                     |                           |
| 2014    | O Caçador                    | Lemias                                                   |                           |
| 2013    | Chiquititas                  | Raul Bueno                                               |                           |
| 2012    | A Tragédia da Rua das Flores | Damaso                                                   |                           |
| 2011    | O Astro                      | Delegado Leônidas                                        |                           |
| 2011    | Força Tarefa                 | Sargento Odair                                           | Episódio: "Bolsa família" |
| 2010    | Passione                     | Delegado                                                 |                           |
| 2009    | Vende-se um véu de noiva     | Klauss                                                   |                           |
| 2009    | 9mm: São Paulo               | Paulo Vieira (Paulão)                                    | Episódio: "Limpeza"       |
| 1997-98 | Garganta e Torcicolo         | Garganta (voz) Torcicolo (voz) Giselda (voz) Araci (voz) |                           |
| 1984    | Viver a Vida                 | —                                                        | [ 2 ]                     |

#### Teatro
| Ano       | Título                                | Papel            |
| --------- | ------------------------------------- | ---------------- |
| 2012-2014 | Pornô Falcatrua                       |                  |
| 2012      | Cândida de Bernard Shaw com Bia Seidl |                  |
| 2009      | Cardiff- Goodman Theatre-Chicago-USA  |                  |
| 2007      | Longa viagem de volta prá casa        |                  |
| 2006      | Zona de Guerra                        |                  |
| 2006-2009 | Projeto Homens ao Mar                 | Driscoll         |
| 2006      | O avarento... com Jorge Dòria.        | chefe de policia |
| 2005      | O mercador de Veneza - Teatro VIVO/SP | Shylock          |
| 2004      | Vereda da Salvação.                   | Manuel           |
|           | Peças do Mar de Eugene Oneill         |                  |

#### Cinema
| Ano  | Título                                     | Personagem     | Notas          |
| ---- | ------------------------------------------ | -------------- | -------------- |
| 1994 | Babel Rum                                  | Anjo           | Curta-metragem |
| 2007 | Corrupção                                  |                |                |
| 2014 | O elixir da vida                           | Amigo de David | Curta-metragem |
| 2017 | Lino - O Filme: Uma Aventura de Sete Vidas | Victor (voz)   |                |
| 2019 | Marighella                                 | Crespo         |                |

## Prêmios
- Melhor ator coadjuvante Festivale 2004
- Prêmio APCA : Melhor espetáculo